# 기타토호쿠

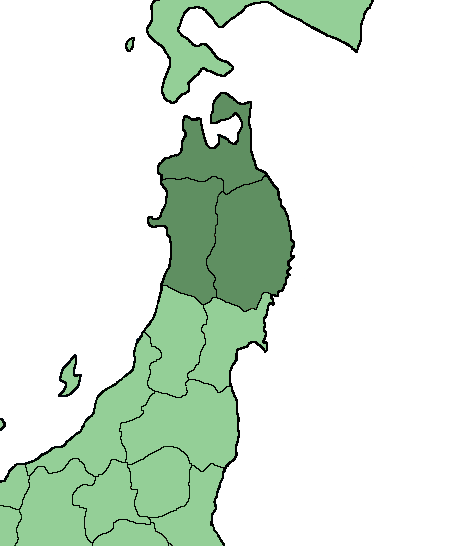
기타토호쿠

기타토호쿠(일본어: 北東北, きたとうほく) 또는 북도호쿠는 도호쿠 지방 북부의 아오모리현, 이와테현, 아키타현의 3현을 말한다. 도호쿠 지방의 남쪽은 미나미토호쿠라고 한다. 아칭을 따서 기타오우(北奥羽, きたおうう)라고 하는 경우도 있다. 과거에 아이누인이 살았으며 기후는 냉대 습윤 기후로 때때로 홋카이도 남부보다 기온이 낮을 때가 있다.
혼슈의 제일 북쪽에 있다.

## 같이 보기
- 도호쿠 지방
- 미나미토호쿠